# Zapreval
Zapreval – wieś w Słowenii, w gminie Gorenja vas-Poljane. W 2018 roku liczyła 30 mieszkańców.